# Percy James Grigg
Percy James Grigg, född 16 december 1890, död 5 maj 1964, var en brittisk politiker.
Percy James Grigg anställdes 1913 i finansdepartementet, deltog som officer i första världskriget 1915–1918 och var 1921–1930 förste privatsekreterare hos de olika finansministrarna. 1930–14 fungerade Grigg som chef för avdelningar inom finansdepartementet, 1934–1939 var han medlem av indiska regeringen som finansminister och 1939–1942 permanent understatssekreterare i krigsdepartementet. I februari 1942 blev Grigg krigsminister i Winston Churchills samlingsregering och behöll posten i Churchills konservativa partiregering maj–juli 1945. Grigg var medlem av parlamentet 1942–1945.